# Dunakeszi-tőzegtavak
A Dunakeszi-tőzegtavak vagy dunakeszi tőzegláp egy jelentős természeti értéket képviselő vizes élőhely Újpest északi határában, ami az emberi természetromboló tevékenység miatt csaknem teljesen megsemmisült. Mára csak két kis tó maradt meg belőle, melyek között időszakos összekötő csatornák biztosítanak kapcsolatot.

## Története
A Duna hajdani balparti mellékágából megmaradt gazdag vegetációjú, apró tavacskákkal mozaikosan tarkított mocsaras terület húzódott a Mogyoródi-pataktól csaknem Dunakesziig (a vasút melletti kavicsbányatavakig). Ahol az 1950-es–1960-as években az oxigénhiányos talajban lerakódott tőzeget kitermelték, a gödröket a magas talajvíz rövid idő alatt elárasztotta, így a területen jellegzetes lápi növényzettel benépesülő kisebb tavak keletkeztek. Az ingoványos terület, a szúnyogok sokasága miatt az 1990-es évek előtt a gazdag állat- és növényvilág szinte háborítatlanul fejlődhetett. Ekkor még esély látszott arra, hogy a Káposztásmegyerhez tartozó lápvilágot, a vízmű homokbuckáit és a dunakeszi Székes-dűlő környéki lápfoltokat együtt természetvédelmi területté nyilvánítsák.
1998 első félévében, az M0 körgyűrű északi szektorának építése során a tavacskák nagy részét több ezer köbméter földdel feltöltötték, a növényzetet kivágták, felégették. Tették ezt annak ellenére, hogy a természet védelméről szóló 1996. évi LIII-as törvény valamennyi lápot minden külön jogi aktus nélkül („ex lege”) védeni rendeli.
A ökológiai szempontból értékes megmaradt élőhely a Dunakeszi alsó megállóhellyel egyvonalban, a kavicsbányatótól nyugatra, a bányatavat kísérő gát túloldala és a bevásárlóközpont közé szorítva helyezkedik el. A láp állandó vízutánpótlását a nála magasabban elhelyezkedő kavicsbányatavak biztosítják, a felesleget pedig az Óceán-árok vezeti el a Mogyoródi-patakba. A sötét, tőzeges talajon a nagy termetű, lágy szárú növényzet jellegzetes lápi vegetációt alkot. A sűrű bokorfüzesekkel és fűz-nyár ligeterdőkkel övezett két lápi tavacska az „Észak-pesti vizes élőhelyek” nevű, állami támogatással létrejött tanösvény egyik állomása. 
2010-ben védettségét elveszítve a szomszédos Auchan áruház parkolóbővítési tervei veszélyeztetik a tőzegtavakat. (Lásd a Természetrombolás szakaszt.)

## A vizes élőhelyek élővilága

### Növényzet
A tavakat sűrű bokorfüzesek és fűz-nyár ligeterdők övezik. A bokorfüzesekben megtalálható a fehér fűz (Salix alba), a csigolyafűz (Salix purpurea), a
mandulalevelű fűz (Salix triandra), kisebb számban pedig  a „gömbös bokorcsoportú” fűzláp faja, a hamvas fűz (Salix cinerea) is megél. A fűz-nyár ligetekben a 20-30
méteres magasra is megnövő fehér fűz, a fehér nyár (Populus alba) és a fekete nyár (Populus nigra) társulnak. Gyakran a fűzfák közé elegyedik a vérvörös termésű kányabangita (Viburnum opulus) is. Előfordul a törékeny fűz (Salix fragilis), a cserjeszinten a veresgyűrű som (Cornus sanguinea) és a kutyabenge (Rhamnus frangula). A fűzfák közötti nedvesebb területeken a magaskórós társulásban megjelenik a réti füzény (Lythrum salicaria), a sédkender (Eupatorium cannabinum), a  kanadai aranyvessző (Solidago canadensis), a fekete nadálytő (Symphytum officinale) és a mocsári gólyahír (Caltha palustris), továbbá sásfajok alkotnak zsombékokat.
A vízparton főleg a közönséges nád (Phragmites australis) és a széleslevelű gyékény (Typha latifolia) alkotja a növényzetet, de egy-egy helyen tömeges a tőzegréteget jelző tőzegpáfrány (Thelypteris palustris) is. A nád szegényén gyakori az ebszőlő csucsor (Solanum dulcamara), amely a fűzfákra is felkapaszkodik.
A vízinövényzetet a sekély vízben többnyire csillárkamoszatokból (Chara sp.) álló hínáros, valamint a fonalas zöldmoszatok és a forrásmoha (Fontinalaceae) alkotják.

### Állatvilág
A víz gerinctelen állatvilága a vízinövényzethez köthető. A fonalas zöldmoszat és a forrásmoha sűrűjében található meg az 5–10 mm-es közönséges vízicsiga (Bithynia tentaculata). A tóban gyakori még az éles csiga (Planorbis planorbis), a nagy tányércsiga (Planorbarius corneus), a karcsú csiga (Stagnicola palustris) és a nagy mocsáricsiga (Limnaea stagnalis) is. A nyílt vízben lebegő kisrákok (vízibolhák – Daphnia sp., evezőlábú rákok – Copepoda) mellett gyakoriak a növényzetben a bolharákok (Gammarus sp.) és a közönséges víziászkák (Asellus aquaticus).
A rovarok közül a kétszárnyúak (Diptera) lárvai fordulnak elő tömegesen a növényzetben. A mocsári szegélynövényzeten júniusban jelennek meg a színpompás, a levélbogárfélékhez tartozó sásbogarak (Donaciinae). Az eutrofizálódó partszegélyen gyakoriak a magas szervesanyag-tartalom indikátorfaja, mint a herelégy (Eristalis nemorum, Eristalis tenax) lárvái, valamint a Ptychoptera- és árvaszúnyog-
(Chironomida sp.) -lárvák. A fonalas zöldmoszatban gyakoriak a csiborok (Hydrophilidae) és a csíkbogarak (Dytiscidae) egyedei.
Az aljzat közelében szitakötőlárvák (közönséges szitakötő – Sympetrum vulgatum és laposhasú acsa – Libellula depressa) vadásznak iszaplakó férgekre és árvaszúnyoglárvákra.
A vízfelszín közelében gyakran előfordul a légkörből lélegző csípőszúnyoglárva (Culex sp.) és a hanyattúszó poloska (Notonecta sp.).
Magán a vízfelszínen molnárpoloskákat (Gerris sp.), a parthoz közeli részeken partipoloskák (Saldidae sp.) és vízi ugróvillások (Podura aquatica) tömegeit találjuk.
A vízen úszó faleveleken közönséges hidrák (Hydra vulgaris) élnek. A tóba hullott korhadó ágakon, fatörzseken megtelepedtek az édesvízi szivacsok (Demospongiae) és a mohaállatok (Bryozoa).
A gerinces állatok közül a tóban főleg halak és védett kétéltűek élnek. A halak közül naphalak (Eupomotis aureus) és keszegfélék találhatók meg. A farkos kétéltűek közül megél a tóban a pettyes gőte (Triturus vulgaris), a békák közül pedig a kecskebéka (Rana esculenta). A tóba petéznek a környéki barna- (Bufo bufo) és zöld varangyok (Bufo viridis) is.
A hüllők közül a vízisiklóval (Natrix natrix) és a mocsári teknős (Emys orbicularis) néhány példányával találkozhatunk.
A madarak közül mintegy 50 faj állandó vagy időszakos jelenléte bizonyított a lápon. A vízi madarak közül gyakori vendég a szürke gém (Ardea cinerea) és a tőkés réce (Anas platyrhynchos), gyakran itt telel a gyönyörű színekben pompázó jégmadár (Alcedo atthis ispida).

## Természetrombolás

### Az M0-körgyűrű építése
1998 első félévében, az M0 körgyűrű északi szektorának és az autópálya mérnökség építése során a mocsárvidék és a tavacskák nagy részét több ezer köbméter földdel feltöltötték, a növényzetet kivágták, felégették. Bár a természet védelméről szóló 1996. évi LIII-as törvény valamennyi lápot minden külön jogi aktus nélkül („ex lege”) védeni rendeli, mire a környezetvédelmi engedély vagy a tiltás megérkezett volna, a munkákat már elvégezték, a kár helyrehozhatatlanná vált.

### Az Auchan áruház tevékenysége
A kezdeti tervek szerint a Káposztásmegyerről a M0-s Dunakeszi lehajtójának körforgalmába torkolló Külső-Szilágyi utat a 2001 októberében átadott, 20 ezer négyzetméter eladóterű Auchan áruházzal összekötő Nádas utcát a Dunakeszi-tőzegtavakon keresztül átlósan akarták felépíteni, miután a lápot lecsapolták és feltöltötték. Csak a természetvédelmi hatástanulmány elkészítőjének határozott állásfoglalása után terveztek meg a Nádas utcának a lápot az M0-s sztráda és az Auchan áruház között elkerülő végleges nyomvonalát. Az út így is veszélyeztette, hiszen csak néhány méterre haladt el tőle; a Levegő Munkacsoport által kezdeményezett per során részletes talajtani, botanikai és zoológiai felmérésekkel igazolták, hogy a láp jelentős természeti értéket képvisel. Elérték, hogy drótkerítés épüljön a mocsaras terület védelmére (az alumíniumkerítést azóta ellopták), a körforgalom mellett pedig az utak téli sózásakor keletkező sólé a láp vizeibe való eljutását akadályozó objektumokat is létesítettek.
A korábbi szakértői vélemények ellenére a Közép-Duna-Völgyi Környezetvédelmi, Természetvédelmi és Vízügyi Felügyelőség nem létezőnek nyilvánította a lápot. Ennek oka a lápért aggódók szerint az, hogy az Országos Környezet-, Természetvédelmi és Vízügyi Főfelügyelőség Hatósági Főosztálya által felkért igazságügyi szakértő talajtani vizsgálatait nem a Dunakeszi tőzegtavaknál, hanem egy közeli gyomtársulásban végezte el. A szakértői vélemény birtokában a hivatal munkatársai nem látják akadályát annak, hogy az Auchan terjeszkedése nyomán a lápvilág helyén autóparkoló létesülhessen. Az MTA szakvéleménye szerint is lápról van szó, továbbá „a Dunakeszi láp olyan környezettörténeti maradvány, amely nemcsak természetvédelmi, hanem várostörténeti szempontból is muzeális érték”.
Bár az Auchan 2010 februárjában ígéretet tett a körbeépített lápos terület érintetlenül hagyására, szeptemberben bozótot és lápi füzeket irtottak a területen.

## Külső hivatkozások
- A Dunakeszi-tőzegtavak a Google Maps-en
- Videó: Auchan parkoló védett láp helyén?
- A tőzegtavak megmentésére indított honlap („Végveszélyben a Dunakeszi tőzegtavak!”)